# Walther Kabel
Walther August Gottfried Kabel (* 8. August 1878 in Danzig; † 6. Mai 1935 in Kleinmachnow) war ein deutscher 
Unterhaltungsschriftsteller. Er gilt als einer der meistgelesenen deutschen Volks-Schriftsteller der 1920er Jahre. Er veröffentlichte unter anderem unter den Pseudonymen Walter Kabel, Max Schraut, Olaf Karl Abelsen, W. Belka, Walther Neuschub, William Käbler, M.E. Schugge, Waltraud Kebla, Wally Lebka, Swea von Münde, K. Walter, W. i. Zehlen, W. K. Leba, Walther Bekal, W. von Neuhof, W. K. Abel, Karla Walther, Helene Fromm, Theodor Kabelitz und Rudolf Berg.

## Leben
Walther Kabels Vater war Berufssoldat, er schickte seinen Sohn auf ein Gymnasium. Nach dem Abitur studierte er Jura und wurde Referendar.
Vermutlich während seiner Zeit als Rekrut (ab 1906) kam Kabel in Kontakt mit dem Verleger Max Lehmann, der damals die „Berliner Druck- und Verlagsgesellschaft“ leitete. 1909 benannte Lehmann seine Firma in „Verlag moderner Lektüre“ um; sie wurde eines der erfolgreichsten Häuser für Trivialliteratur. Für die kleinformatige Heftreihe „Männe und Max“ verfasste Kabel unter dem Pseudonym „Walther Neuschub“ über fünfzig Titel, die vom Verlag auch wiederholt nachgedruckt wurden.
Kabel nahm am Ersten Weltkrieg als Frontoffizier teil. In dieser Zeit schrieb er unter dem Pseudonym W. Belka elf Titel für die Reihe „Das Eiserne Kreuz“, die Lehmann begründet hatte. Nach dem Ersten Weltkrieg veröffentlichte Kabel auch erotische Literatur in der Reihe „Intime Geschichten“ des Verlages. Als Pseudonym wählte er hier M.E.Schugge.
Sein erster langer Kriminalroman „Das Haus am Mühlengraben“ war ein solcher Erfolg, dass der Verleger Lehmann ihm anbot, Hauptverfasser einer wöchentlichen Romanheftreihe zu werden, die mit dem Titel „Der Detektiv“ aufgelegt wurde. 1921 wurde der Titel der Serie geändert in „Harald Harst - Aus meinem Leben“. Kabel wählte als Pseudonym den Namen Max Schraut, der zugleich als Ich-Erzähler in den Heften fungiert. Bis 1933 erschienen 396 Romanhefte in dieser Reihe. Eine weitere umfangreiche Reihe waren „Olaf K. Abelsens Abenteuer abseits vom Alltagswege“, die in fünfzig Taschenbüchern mit 160 bis 190 Seiten im „Verlag moderner Lektüre“ erschien, die Abenteuer eines rund um den Erdball unschuldig Verfolgten.
Zum 1. März 1932 trat er der NSDAP bei (Mitgliedsnummer 998.118). Nach der „Machtergreifung“ der Nationalsozialisten im Jahr 1933 wurde Kabel gleichwohl als „Schmutz-und-Schund-Autor“ verurteilt und mit einem Schreibverbot belegt, seine Werke wurden verboten. Er starb im Mai 1935 in Kleinmachnow durch eine Schussverletzung, eventuell Suizid.
Die Deutsche Nationalbibliothek verzeichnet heute 495 einzelne Hefte und Bücher von Kabel.